# Vannes
Vannes, La cité des Vénètes, (bretonsko Gwened, gelsko Vann) je mesto in občina v severozahodni francoski regiji Bretanji, prefektura departmaja Morbihan. Leta 1999 je mesto imelo 51.759 prebivalcev.

## Geografija
Mesto leži v severozahodni francoski pokrajini Bretanji vzdolž Morbihanskega zaliva.

## Administracija
Vannes je sedež treh kantonov:
- Kanton Vannes-Center (del občine Vannes: 24.905 prebivalcev),
- Kanton Vannes-Vzhod (del občine Vannes, občine Le Hézo, Noyalo, Saint-Avé, Séné, Surzur, Theix, La Trinité-Surzur: 36.479 prebivalcev),
- Kanton Vannes-Zahod (del občine Vannes, občine Arradon, Baden, Île-aux-Moines, Île-d'Arz, Larmor-Baden, Ploeren: 29.644 prebivalcev).

Mesto je prav tako sedež okrožja, v katerega so poleg njegovih vključeni še kantoni Allaire, Elven, La Gacilly, Grand-Champ, Guer, Malestroit, Mauron, Muzillac, Ploërmel, Questembert, La Roche-Bernard, Rochefort-en-Terre, Sarzeau in La Trinité-Porhoët z 248.015 prebivalci.

## Zgodovina
Vannes, antični Darioritum je bil glavno mesto armoriških Venetov, znanih po dolgem in uspešnem upiranju rimski invaziji pod poveljstvom Julija Cezarja (56 pred našim štetjem) ; slednji jih je v svojem delu De Bello Gallico omenjal tudi kot izvrstne pomorščake.
Škofija je bila vzpostavljena v 5. stoletju.
Avgusta 1532 se je mesto skupaj z Bretonskim vojvodstvom povezalo s Francoskim kraljestvom, pri tem pa ohranilo svoboščine in privilegije. Od 1675 je bil sedež Bretonskega parlamenta.

## Znamenitosti
Vannes je na seznamu francoskih umetnostno-zgodovinskih mest.
- Katedrala sv. Petra, zgrajena 1020 v času Normanov.
- obzidje s stolpi Tour Joliette, Poudrière in Connétable,
- graščina Le manoir de Château-gaillard; postaviti jo je dal v 15. stoletju Jean de Malestroit, kancler bretanskega vojvode.
- Château de l’Hermine, zgradil ga je Jean IV. Bretanski v 16. stoletju.
- La porte, La rue St-Vincent iz leta 1704,
- ostalo
  - Morbihanski zaliv,
  - mestni akvarij,
  - muzej prazgodovine.

## Pobratena mesta
- Cuxhaven (Nemčija),
- Fareham (Združeno kraljestvo),
- Mons (Belgija).